# جبل الأعلى (حماة)
جبل الأعلى أو هضبة الأعلى هي مرتفع يقع في وسط سوريا، شرق مدينة حماة، على الأطراف الغربية لبادية الشام. تضم الهضبة العديد من القرى التي تحتوي على نقوش بيزنطية تعود إلى القرن السادس الميلادي، وُجدت في بقايا منازل وأبراج وكنائس من تلك الحقبة. في أواخر القرن الثامن عشر، أصبحت المنطقة ملاذًا وموطنًا لقبيلة الموالي وقبائل بدوية أخرى. كما بدأ العلويون بالاستيطان في المنطقة في أوائل القرن العشرين.

## الجغرافيا
تقع هضبة الأعلى شرق أطراف مدينة حماة، وغرب مدينة السلمية، وعلى الحافة الغربية للبادية السورية. تأخذ الهضبة شكلًا مثلثيًا تقريبًا، بعرض يبلغ حوالي 15 كيلومترًا وطول يصل إلى 10 كيلومترات. تعد الهضبة الجزء الجنوبي لمنطقة تلال بازلتية تمتد شمالًا إلى جبل الحص. تتميز الهضبة بانحدارها على معظم الجوانب، مع ميل طفيف نحو الشرق باتجاه الصحراء. الأرض مسطحة وقابلة للزراعة.

## الآثار
توجد عدة قرى على الهضبة، يفصل بين معظمها مسافة لا تزيد عن كيلومترين، وغالبًا ما بُنيت فوق مواقع أثرية قديمة. ورغم إعادة البناء الحديث باستخدام المواد البازلتية القديمة، إلا أن النقوش الباقية، والتي يعود معظمها إلى عهد الإمبراطور جستينيان الأول، تشير إلى وجود استيطان بيزنطي واسع. تحتوي القرى على أبراج دفاعية، منازل، وكنائس ذات تخطيط بازيليكي، بالإضافة إلى دير في نوى يعود إلى عام 598 م.

## التاريخ
ازدهرت المنطقة في عهد جستنيان، واستمر هذا الازدهار حتى أوائل القرن السابع الميلادي. ومع ذلك، لا توجد أدلة على نشاط بناء في الفترات الإسلامية المبكرة. في أواخر القرن الثامن عشر، أصبحت الهضبة ملاذًا لقبيلة الموالي بعد أن طُردت من البادية بسبب قبائل أقوى مثل الحسنة. خلال الانتداب الفرنسي، استوطن العلويون في المنطقة.
أُجريت استكشافات أثرية للهضبة في عام 1899 بواسطة ماكس فون أوبنهايم، وجامعة برينستون في 1904–1905.